# De Steenkloppers

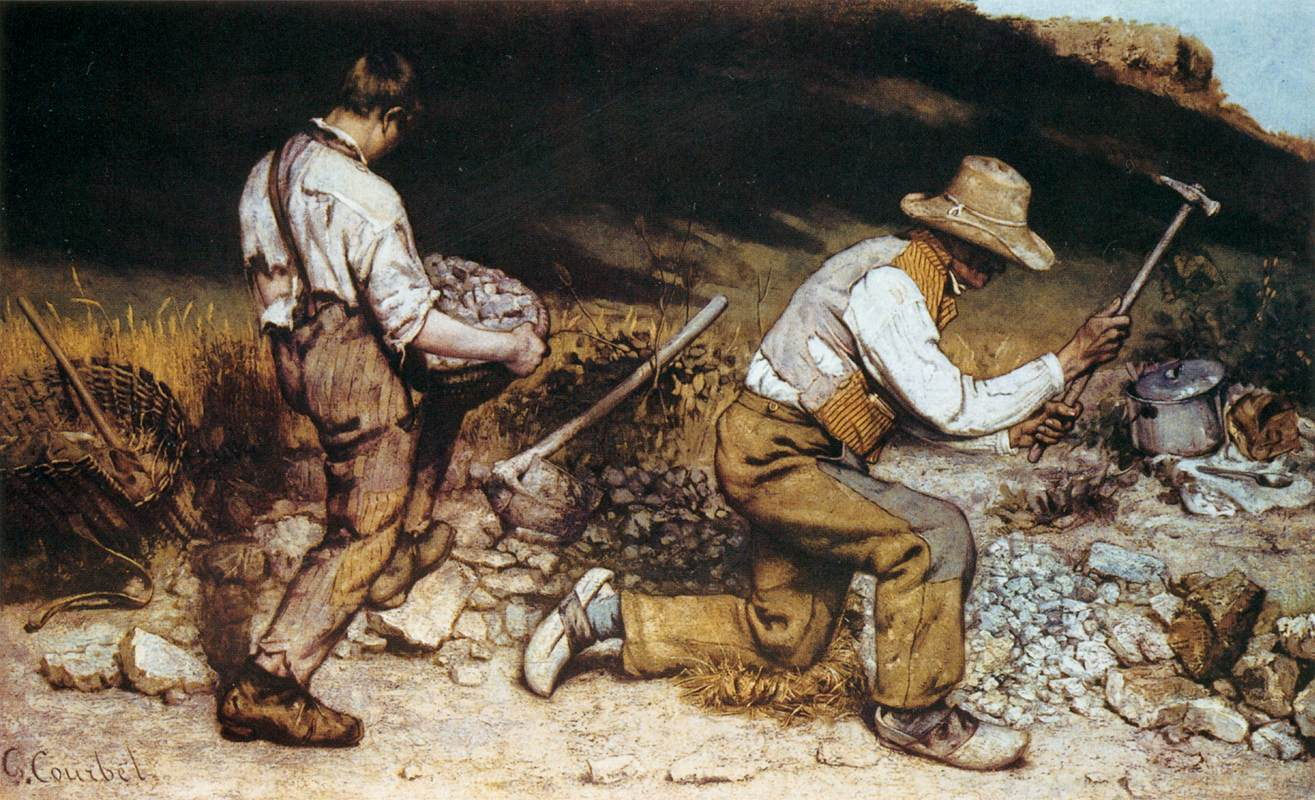

De Steenkloppers (Frans: Les Casseurs de pierres) was een olieverfschilderij uit 1849 van de Franse schilder Gustave Courbet. In een realistische stijl waren hierop twee steenhouwers afgebeeld.
Het schilderij bevond zich als laatste in het Gemäldegalerie te Dresden. Het werd in 1945 verwoest tijdens het bombardement op Dresden in de Tweede Wereldoorlog.

## Voorstelling
De keuze voor een groot formaat, 165 x 257 cm, was destijds opmerkelijk: dit was normaal gesproken voorbehouden voor een historiestuk met 'gewichtigere' thema's zoals mythische en historische gebeurtenissen. Verder zijn de steenhouwers niet geïdealiseerd, maar worden zij in gehavende kleding getoond terwijl ze aan een weg werken.